# Fahrer
Als Fahrer werden Personen bezeichnet, die bestimmte Fahrzeuge führen. Im Verkehrsrecht spricht man deshalb auch vom Fahrzeugführer. Zum Führen des entsprechenden Fahrzeuges gehört neben der Bedienung der Lenkung auch die des Antriebs, der Bremse und je nach Ausrüstung weiterer Komponenten.
Bei fast allen Fortbewegungsarten durch Motor- oder andere Kräfte werden das Ablegen von Eignungstests, Prüfungen und der Besitz von Lizenzen, Patenten, Berechtigungen oder Bescheinigungen bis hin zu Berufsausbildung und Studium gesetzlich gefordert.

## Herkunft
Das Wort Fahrer stammt ab von fahren (von mittelhochdt. „varn“ od. „varen“, althochdt. „faran“, gotisch „faran“ = wandern, germanisch „far“).

## Varianten
Die Art des Fahrers richtet sich nach der Art des Fahrzeuges:
- Bei Fahrrädern, Tretrollern oder Skateboards muss der Fahrer neben der Lenkung auch den Antrieb mit menschlicher Muskelkraft leisten.
- Bei Fahrzeugen des Motorisierten Individualverkehrs (z. B. Auto oder Motorrad) spricht man z. B. vom Autofahrer oder dem Motorradfahrer; bei Kraftfahrzeugen lautet die generelle rechtliche Bezeichnung Kraftfahrzeugführer.
- Busfahrer oder LKW-Fahrer sind meist hauptberuflich tätig, ebenso Taxifahrer oder Chauffeure, die ihre Auftraggeber im PKW transportieren, sie sind also Berufskraftfahrer.
- Schienenfahrzeuge werden zwar gefahren, aber man spricht vom Lokführer bzw. Triebfahrzeugführer.
- Luftfahrzeuge, die leichter als Luft sind (Ballone und Luftschiffe), werden durch Fahrer „gefahren“ (solche, die schwerer als Luft sind (beispielsweise Flugzeuge), werden von Piloten „geflogen“.)
- Ein Wasserfahrzeug wird von einem Bootsführer, Kapitän oder Wachoffizier eigenhändig oder durch Befehle an einen Rudergänger gefahren.
- Von Tieren wie Pferden, Eseln, Ochsen, früher auch von Hunden gezogene Karren, Kutschen, Leiterwagen oder Pritschen fahren. Der Führer dieser Gefährte wird als Kutscher oder Fahrer bezeichnet.